# شبکه کوروئید
شبکه کوروئید (به انگلیسی: Choroid Plexus)، شبکه ای از سلول‌هایی است که از کلاف کوروئیدی در هر بطن از مغز نشأت می گیرد. شبکه کوروئیدی، بیشترین مایع مغزی-نخاعی (CSF) دستگاه عصبی مرکزی را تولید می کند. CSF بوسیله نواحی از شبکه کوروئیدی، تولید و ترشح می گردد. شبکه کوروئیدی شامل سلول‌های اپاندیمی است که اطراف هسته‌ای متشکل از مویرگ و بافت پیوندی سست را احاطه نموده است.

## ارجاعات
1. ↑  بافت‌شناسی پایه جان کوئیرا، آنتونی ال.مشر، ترجمه غلامرضا حسن‌زاده، سیمین فاضلی‌پور، طاهره طلائی، رستم قربانی، مظفر خزاعی، تهمینه ملک و دیگران. ج. ۱ جلد. انتشارات ابن‌سینا، انتشارات گذر. ۱۴۰۱. صص. ۶۶۹. شابک ۹۷۸-۶۲۲-۷۶۶۴-۱۷-۱.
2. ↑  «بررسی آسیب به شبکه کوروئید وافزایش بیان پروتئین آکواپورین نمره 1 به دنبال القا مدل کلستاتیک در موش ویستار نر». www.sid.ir. دریافت‌شده در ۲۰۲۴-۰۳-۱۹.
3. ↑  Sadler, T. (2010). Langman's medical embryology (11th ed.). Philadelphia: Lippincott William & Wilkins. p. 305. ISBN 978-0-7817-9069-7.
4. ↑  Damkier, HH; Brown, PD; Praetorius, J (October 2013). "Cerebrospinal fluid secretion by the choroid plexus" (PDF). Physiological Reviews. 93 (4): 1847–92. doi:10.1152/physrev.00004.2013. PMID 24137023.[پیوند مرده]
5. 1 2  Lun, MP; Monuki, ES; Lehtinen, MK (August 2015). "Development and functions of the choroid plexus-cerebrospinal fluid system". Nature Reviews. Neuroscience. 16 (8): 445–57. doi:10.1038/nrn3921. PMC 4629451. PMID 26174708.

- مشارکت‌کنندگان ویکی‌پدیا. «Choroid Plexus». در دانشنامهٔ ویکی‌پدیای انگلیسی.